# تبديل الرزم
تبديل الرزم أو تبديل الحزم (بالإنجليزية: Packet Switching)‏ هي طريقة لنقل البيانات المُرسلة عبر شبكة رقميّة على شكل رزم بيانات يتكوّن كل منها من ترويسة وحمولة، تُستخدم المعلومات الموجودة في الترويسة من قبل عتاد الشبكة لتوجيه الرزمة إلى وجهتها حيث يتم استخلاص الحمولة واستخدامها من قبل التطبيقات البرمجيّة. يُسيطر هذا المفهوم على نقل البيانات في شبكات الحاسب على مستوى العالم.
في مطلع الستينيات من القرن العشرين، طوّر عالم الحاسوب الأميركي بول باران مفهوماً جديداً يصف إمكانية نقل البيانات على شكل كتل موزّعة ذات أحجام متغيرة، بطريقة تُمكّن من توجيه هذه الكتل نحو وجهتها بهامش من مقبول من الخطأ، وكان هذا جزءاً من دراسة بحثية مُمولة من قبل وزارة الدفاع في مؤسسة راند. ناقض هذا المبدأ المفاهيم المُهيمنة في تلك الحقبة، وأهمها التخصيص المسبق لعرض النطاق الذي كان مدعوماً بشكل أساسي من مطوري أنظمة الاتصالات في شركة أنظمة بل (Bell System). لم يحصل المبدأ الجديد على الاهتمام من قبل مطوري الشبكات حتى نشر عالم الحاسوب البريطاني دونالد ديفيس من مختبر الفيزياء القوميّ في المملكة المتحدة نتائج دراساته بشكل مستقل في العام 1965م.
يُنسب لديفيس تطوير مصطلح تبديل الرزم الذي ألهم مُطوري الشبكات في العقد التالي، ويشمل ذلك تطبيق هذا المبدأ في شبكة الأربانت في الولايات المتحدة.

## نظرة عامة

صورة متحركة توضّح مبدأ تبديل الرزم، حيث يتمّ توجيه كل رزمة بشكلٍ مُستقلٍ بين المُضيف المصدر والمضيف الهدف.

يُمكن تعريف تبديل الرزم بشكل بسيط بالشكل التالي: هو نقل وتوجيه البيانات باستعمال عناوين الرزم بحيث يتم حجز القناة خلال فترة النقل فقط، لتعود وتصبح مُتاحة لنقل حركة بيانات أخرى بعد انتهائه.
يُؤمّن تبديل الرزم نقل دفقات من البيانات لكل منها معدل نقل مختلف، على شكل تتابع من الرزم، عبر الشبكة التي تخصص موارداً لعملية النقل مثل عرض النطاق سواء باستخدام التحصيص الآليّ أو أحد تقنيّات الإرسال المتعدد. أثناء انتقالها عبر الشبكة، تقوم عقد الشبكة كالموجهات والمُبدلات باستقبال وتخزين وتوجيه الرزم، وينتج عن هذا اختلاف في مُعدّل الإنتاجية وزمن تأخير بحسب مواصفات وسط النقل وازدحام حركة المعطيات عبر الشبكة.
يتناقض مبدأ تبديل الرزم مع مفهوم أساسيّ آخر في الشبكات هو تبديل الدارات، وفيه يتم تحصيص عرض النظاق في الشبكة بشكل مسبق لكل جلسة اتصال، ويكون لكل منها معدل بت ثابت زمن تأخير محدد بين العُقد. في الشبكات المُفوترة، كالشبكات الخليويّة، يتمّ تحصل الرسوم عن خدمات تبديل الدرات مقابل حجز الدارة للمُشترك، بغضّ النظر عن كمية الاستهلاك، فعرض النطاق المرافق قد تم تخصيصه للمشترك وحده فقط، ويتمّ تقاضي الرسوم عن ذلك سواء جرى استخدامُه أو لا. أمّا في حالة تبديل الرزم، فتحصيل الرسوم يكون بناء على كميّة البيانات المُرسلة عبر الشبكة، والتي ترسل على شكل رزم أو رسائل.
يمكن تنفيذ تقنية تبديل الرزم مع أو بدون وجود عقد توجيه وسيطيّة (كالموجهات مثلاً). بشكلٍ عام، يتمّ توجيه الرزم بواسطة عقد الشبكة الوسيطية بشكلٍ غير متزامن عن طريق تخزين الرزم بمبدأ الأول في الدخول الأول في الخروج (FIFO)، ولكن هناك إمكانية لتوجيه الرزم بحسب أولوبة معينة أو تبعاً لسياسات ترتبط بجودة الخدمة. في حالة الوسط المُشترك، كالراديو أو كشبكة ثيك نت مثلاً، يتمّ توصيل الرزم بحسب طريقة الوصول المتعدد المُستخدمة في الوسط.

## نبذة تاريخية

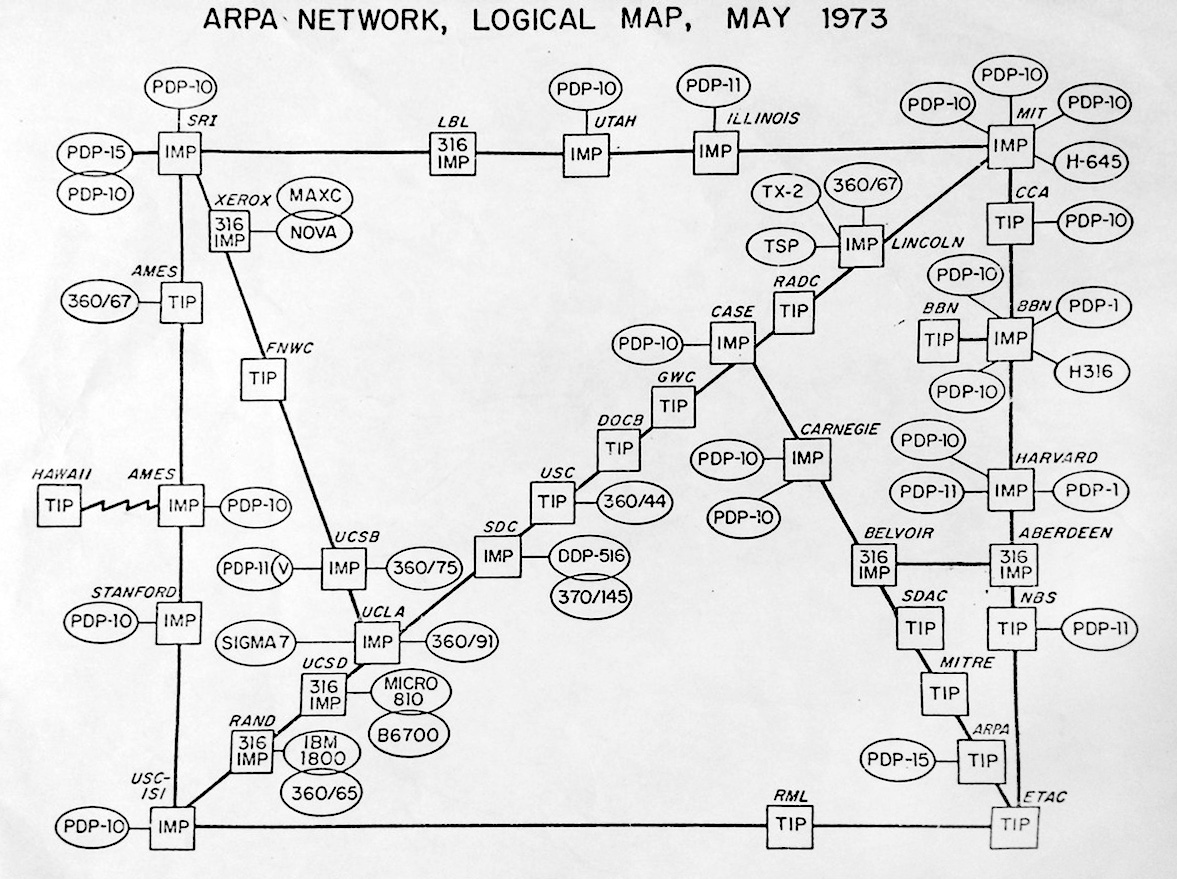
شبكة الأربانت في العام 1973م

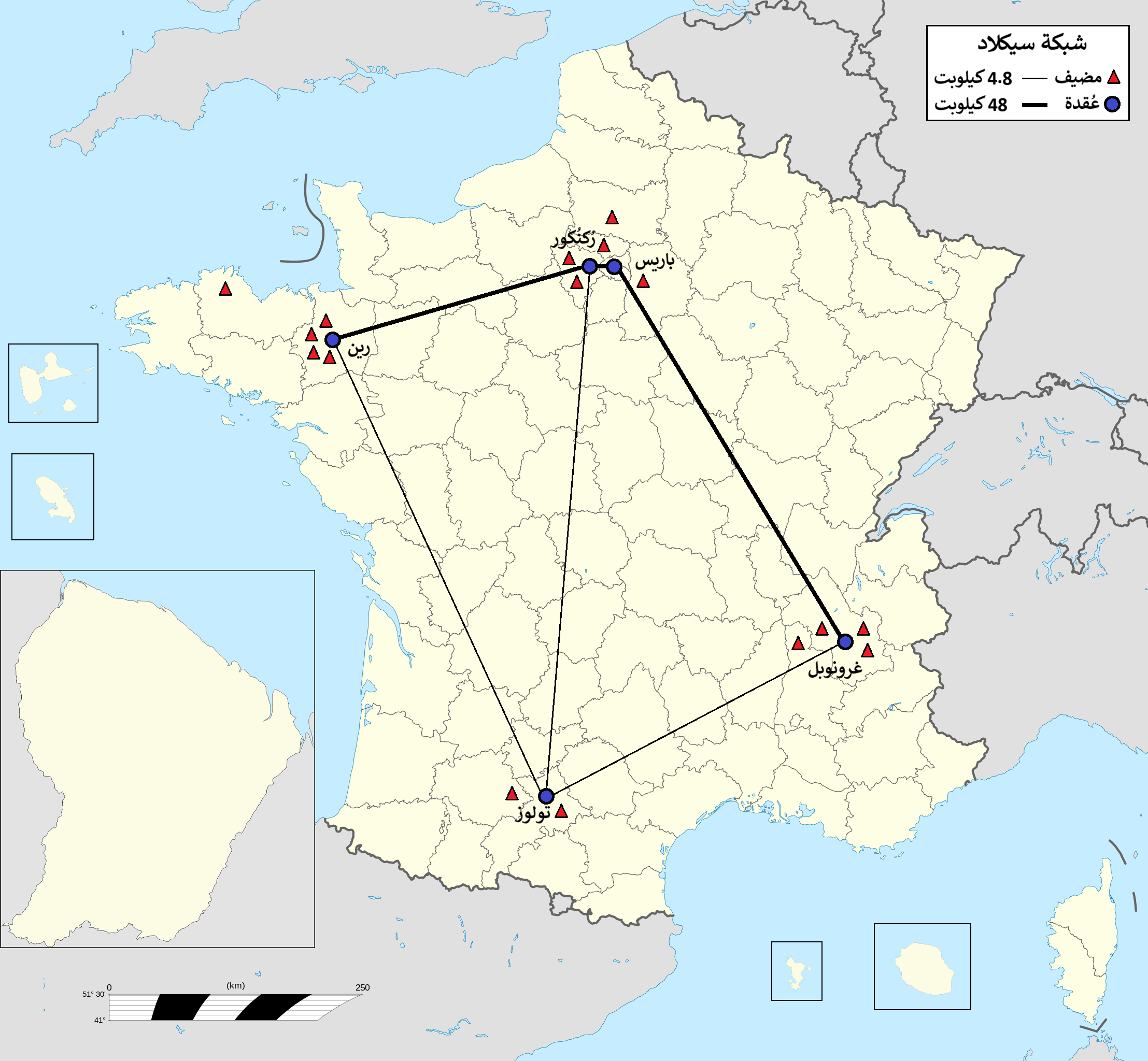
امتداد شبكة سيكلاد في فرنسا أثناء إنشائها.

في أواخر الخمسينيات من القرن العشرين، بدأت القوات الجوية الأمريكية في بناء شبكة متباعدة من أجل النظام الدفاعي لمنظُومة رادار البيئة الأرضية نصف الآلية (the Semi-Automatic Ground Environment SAGE)، المعروفة اختصاراً بالاسم ساج. كان الهدف الأساسي هو البحث عن نظام قادر على النجاة في حال حصول حرب نووية، وبالتالي حرمان الأعداء من ميزة الضربة الاستباقية.
كان ليونارد كلينروك أول من قدّم بحثاً مُتماسكاً عن نظرية الأرتال، ونشر كتاباً بهذا الشأن ذكر فيه مفهوماً جديداً هو تبديل الرسائل الرقميّة، من دون التطرّق لمفهوم رزمة البيانات. أمّا مفهوم إرسال قطع صغيرة من البيانات فقد طُرح لأوّل مرة من قبل بول باران في مؤسسة راند بالتوازي ولكن بشكلٍ مُستقل عن عمل مُشابه في مختبر الفيزياء القومي (NPL) في المملكة المتحدة بإشراف دونالد ديفيس.
طوّر باران مبدأ تبديل كتل الرسائل المُتكيّفة المُوزّعة خلال أبحاثه في مؤسسة راند التي كونت موجّهة لشبكة اتصالات للقوات الجوية الأميركية قادرة على التجاة من حرب نووية. عُرض عمله أمام القوات الجويّة في صيغ العام 1961م ضمن التقرير (B-265)،  ثُمّ نُشر في العام 1962م ضمن تقرير خاص بمؤسسة راند حمل الرقم (P-2626)، وعَرَض هذا التقرير بُنية عامّة لشبكة اتصالات موزّعة تركز على ثلاث محاور أساسية، الأول هو عدم مركزيّة الشبكة وتعدد المسارات، والثاني هو تقسيم رسالة المُستخدم إلى عدد من كتل الرسائل، والثالث هو اعتماد تقنيّة التخزين والتوجيه. لاحقاً نُشر شكلٍ مُعدّل من التقرير في العام 1964م تحت الرقم (RM 3420)، كما نشر كمقالة علميّة مُحكّمة في نفس العام.
في عام 1965، طوّر دونالد ديفيس في مختبر الفيزياء القومي في الممكلكة المتحدة مبدأ مُشابهاً لتوجيه الرسائل، وسمّاه تبديل الرزم، واقترح بناء شبكة داخل المملكة اعتماداً عليه، في العام 1966م حيث أُبلغ ديفيس من قبل وزارة دفاع المملكة المتحدة بعمل باران، ثم اقترح بناء الشبكة داخل مختبر الفيزياء القومي، بعد عدّة تجارب في العام 1967، استمر التطوير حتى دخلت شبكة مختبر الفيزياء القومي الخدمة في العام 1969م.
وفي العام التالي اقترح روجر سكانتيلبري (Roger Scantlebury)، وهو أحد أعضاء فريق ديفيس، على لورانس روبرتس في ندوة مبادئ انظمة التشغيل المُنظمة من قبل رابطة مكائن الحوسبة (ACM) استخدام هذه التقنية في شبكة الأربانت. ثُمّ، وبالاعتماد على نظرية الأرتال التي سبق لليونارد كلينورك وضعها وعلى مجموعة من نتائج مُحاكاة لتقنيّة تبديل الرزم في مختبر الفيزياء القومي قام لورانس روبرتس بتمويل من وكالة مشاريع البحوث المتطورة ببناء شبكة الأربانت في العام 1969م.
في العام 1974م، نشر فينت سيرف وروبرت خان مُحددات بروتوكول جديد يعمل في شبكات تبديل الرزم، تمّ تطوير هذا البروتوكول لاحقاً، وفصل وظائفه ليقوم بها بروتوكولين هما بروتوكول التحكم بالنقل (TCP) والإصدار الرابع من بروتوكول الإنترنت (IPv4) في العام 1981م.
كانت شبكة سيكلاد الفرنسيّة، التي صممها لويس بوزان في العام 1976م، هي أول شبكة تبديل رزم تعمل بمبدأ الطرفين وتنقل مسؤوليّة التوصيل الموثوق للبيانات للمُضيفين بدلاً من كونها خدمة مركزيّة مُقدّمة من الشبكة نفسها.

## أنماط تقنية تبديل الرزم
يُمكن تصنيف أنماط تقنية تبديل الرزم بحسب نوع الاتصال المُستخدم إلى تبديل الرزم غير المُهيأ، والذي يُسمى أيضاً تبديل حزم البيانات، وإلى تبديل الرزم المُهيأ الذي يعرف باسم تبديل الدارات الافتراضية.
في نمط تبديل الرزم غير المُهيأ، تحتوي رزمة البيانات على كامل معلومات العنونة، ويشكل ذلك عناوين المصدر والوجهة وأرقام المنافذ ويتم توجيه الرزم بشكل منفصل، وقد يُسبب ذلك وجود مسارات متعدد تسلكها الرزم بين نفس المصدر والوجهة، ما قد يؤدي بدوره إلى وصول الرزم بترتيب مغاير للإرسال، ويجب معالجة الرزمة في كل عقدة على المسار. أمّا في نمط تبديل الرزم المُهيأ، فيكون ذلك في مرحلة تسبق تبادل البيانات، تُسمى مرحلة إعداد الاتصال، حيث يُمكن الاتفاق بشكل مسبق على أرقام خاصة مُتتابعة لدفق الرزم لتسهيل ترتيبها في الوجهة وإعادة طلب ما فُقد، ولكن ذلك يؤدي إلى زيادة حجم الترويسة التي تحملها كل رزمة.
يسمح نمط تبديل الرزم غير المُهيأ بعد إنهاء إنشاء المسار بتسريع عملية التوجيه من خلال اختصار الزمن اللازم لاتخاذ قرار التوجيه، عوضاً عن البحث في، من خلال الاعتماد على اللوافت (Label)، حيث يتمّ توجيه جميع الرزم التي تنتمي لنفس التدفق، والتي يمكن تميزُها من لافتة خاصّة تحملُها كل رزمة، بحسب نفس قرار التوجيه وتختصر هذه الآليّة اتخاذ قرار التوجيه مُقارنة مع الزمن اللازم لاتخاذ القرار في عند إجراء عملية البحث التقليدية في جداول التوجيه.
بشكل افتراضي، يتم توجيه رزم بيانات الإصدار الرابع من بروتوكول الإنترنت (IPv4) بشكل غير مُهيّأ، لذلك يجب أن تحتوي ترويسة الرزمة على كافة معلومات التوجيه. لاحقاً في الإصدار السادس من بروتوكول الإنترنت (IPv6)، تمّ إضافة حقل خاص للترويسة هو مُعرف التدفق، بحيث أصبح توجيه الرزم بحسب النمطين مدعوماً. من تقنيّات تبديل الرزم غير المُهيأة تقنيّة سيسكو للتوجيه السريع (CEF) والتبديل متعدد البروتوكولات باستعمال اللافتة (MPLS).

## فوائد توجيه الطرود
1. في شبكات تحويل الطرود يمكن أن يتصل جهازان لهما سرعتا نقل معطيات مختلفتان، وذلك لأن كل منهما يتصل بعقدة شبكة مناسبة لسرعته في بنية توجيه الطرود.
2. عندما تزدحم شبكة تستخدم التحويل عبر الدارة فإنها ترفض إنشاء اتصالات جديدة حتى يخف الازدحام على الشبكة (كما في خط الهاتف حيث نحصل على رنة مميزة للدلالة على رفض المقسم لإنشاء اتصالنا عندما يكون مشغولاً)، بينما ستقبل الشبكة التي تستخدم تحويل الطرود طروداً جديدة رغم أنشغالها ولكن زمن الانتظار سيزداد على الشبكة.
3. يمكننا توجيه الطرود من استخدام أولويات، فمثلاً يستطيع طرد ذو أولوية عالية أن يتجاوز رتل الانتظار ضمن عقدة الشبكة، ويرسل قبل الطرود الموجودة في الرتل.

## استخدام توجيه الطرود في الشبكات
يستخدم تحويل الطرود في البروتوكول X.25 وهو بروتوكول من طبقة الشبكة طُوِّر عام 1976 ويحدد واجهة التخاطب بين جهاز شبكي وشبكة تستخدم تقنية توجيه الطرود، يستخدم هذا البروتوكول في ال ISDN، وظل سائداً لفترةٍ طويلة، وقد تميزت الشبكات الواسعة التي اعتمدته بسرعة الاتصالات فيها، ولكن لم يعد بإمكان هذا البروتوكول مواكبة التقنيات الجديدة ذات السرعة العالية.
و يستخدم أيضاً تحويل الطرود في بروتوكول تنقيل الأطر frame relay الذي طور عن البروتوكول X.25 في نهاية الثمانينيات، وهو غير موثوق بعكس ال X.25. ينتشر هذا البروتوكول بكثرة في الشبكات الواسعة، إذ ترسل المعلومات باستخدامه في طرود عبر مسارات محددة مسبقا تعرف باسم الدارات الافتراضية الدائمة (Permanent Virtual Circuits-PVC).
أشهر مثال على الشبكات القائمة على تحويل الطرود هو شبكة الإنترنت التي تستخدم الIP مع إحدى بروتوكولات طبقة ربط المعطيات كالـ frame relay.

## الفروق بين أنواع التحويل بالطرودوالتحويل عبر الدارة
| نواحي المقارنة           | التحويل عبر وحدات المعطيات                                                                                               | التوجيه عبر الدارة الافتراضية | التوجيه عبر الدارة |
| ------------------------ | --- | --- | --- |
| حجز الموارد              | لا يوجد حجز للموارد للطرد ويتم تخديم الطرود بترتيب وصولها للمبّدل first-come, first serve basis                           | تحجز الموارد قبل بدء عملية النقل كما في تبديل الدارة Circuit Switching | قبل بدء عملية النقل يجب أن تحجز جميع الموارد التي ستمر عليها الرسالة مثل قناة الاتصال، ذاكرة المُبّدل switch buffer وغيرها وتبقى محجوزة حتى نهاية عملية النقل. |
| كيفية نقل المعطيات       | المعطيات المرسلة تقسم إلى طرود ذات حجم ثابت أو متغير.                                                                    | المعطيات المرسلة تقسم إلى طرود ذات حجم ثابت أو متغير. | المعطيات المرسلة غير مقطعة إلى أجزاء فالنقل على القناة الفيزيائية يكون بنقل البتات بشكل مستمر دون انقطاع (لكن قد توجد لحظات صمت بدون إرسال).                 |
| عنونة المعطيات المرسلة   | هناك عنونة للمرسل والمستقبل فطرود الرسالة الواحدة قد لا تسلك طريقاً واحداً.                                                | تعنون طرود المعطيات ولكن لا تعطى عنوان المستقبل النهائي للطرد بل فقط عنوان العقدة التالية التي ستستقبل هذا الطرد، وهذا العنوان يسمى بالعنوان المحلي Local أو معرّف الدارة الافتراضية Virtual Circuit Identifier | لا يوجد عنونة للمعطيات المرسلة لأن ال switches تستطيع توجيه المعطيات على القناة المحجوزة لها. ولكن هناك عنونة فقط في مرحلة ال setup أي حجز موارد الاتصال.    |
| التأخير                  | التأخير ينتج عن انتظار الطرود عند كل مُبّدل switch وبما أن كل طرد قد يسلك طريقاً مختلفاً فزمن التأخير غير ثابت لجميع الطرود. | التأخير ليس ثابتاً وهو غالباً أكبر من التأخير في تحويل الطرود. | التأخير أثناء النقل أصغري وهو ذو قيمة ثابتة. |
| التعامل مع ازدحام الشبكة | تستمر الشبكة باستقبال الطرود ولكن زمن التأخير delay يزداد.                                                               | يخبر المرسل بعدم إمكانية إنشاء اتصال. | ترفض إنشاء أي اتصال (إشارة خط مشغول) |
| طريق المعطيات            | ممكن أن تسلك الطرود مسارات مختلفةً عن بعضها البعض                                                                         | كل الطرود تسلك مساراً واحداً. | تسلك المعطيات مساراً واحداً فقط |
| الخدمات التي تقدمها      | خدمات غير متزامنة كنقل المعطيات.                                                                                         | خدمات غير متزامنة كنقل المعطيات. | خدمات متزامنة كنقل الصوت (الهاتف مثلاً) |
| عرض حزمة قناة النقل      | ديناميكي | ديناميكي | ثابت |